# 아브라함 협정
아브라함 협정(영어: Abraham Accords)은 이스라엘과 아랍에미리트, 이스라엘과 바레인 사이에서 2020년 9월 15일에 체결된 아랍-이스라엘 정상화에 관한 양자 협정이다. 미국이 중재한 2020년 8월 13일의 발표는 이스라엘과 아랍에미리트에 영향을 미쳤으며, 이후 2020년 9월 11일에 이스라엘과 바레인 간의 협정이 발표되었다. 2020년 9월 15일, 협정 서명식은 이전 행정부에서 역사적인 공식 평화 조약에 서명했던 것을 연상시키는 정교한 연출 속에서 미국 대통령 도널드 트럼프가 백악관의 트루먼 발코니에서 개최했다.
두 협정의 일환으로 아랍에미레트와 바레인은 모두 이스라엘의 주권을 인정하여 완전한 외교 관계를 수립할 수 있게 되었다. 이스라엘과 아랍에미리트의 최초 협정은 1994년 이스라엘-요르단 평화 조약이 발효된 이후 이스라엘이 아랍 국가와 외교 관계를 수립한 첫 사례였다. 이 협정은 유대교와 이슬람교가 예언자 아브라함에 대한 공통된 믿음을 강조하기 위해 "아브라함 협정"으로 명명되었다.
2020년 10월 23일 이스라엘과 수단은 관계 정상화에 동의했다. 이 협정은 2025년 현재도 비준되지 않았다. 이 협정의 일환으로 미국은 수단을 테러 지원국 목록에서 제외하고 12억 달러의 대출을 제공했다. 2021년 1월 6일 수단 정부는 하르툼에서 "아브라함 협정 선언"에 서명했다. 2020년 12월 22일 모로코-이스라엘 협정이 체결되었다. 모로코가 이스라엘 주권을 인정하는 대가로 미국은 서사하라에 대한 모로코의 주권을 인정했다.

## 목록
- 아랍에미리트-이스라엘 협정
- 바레인-이스라엘 협정
- 수단-이스라엘 협정
- 모로코-이스라엘 협정

## 문서

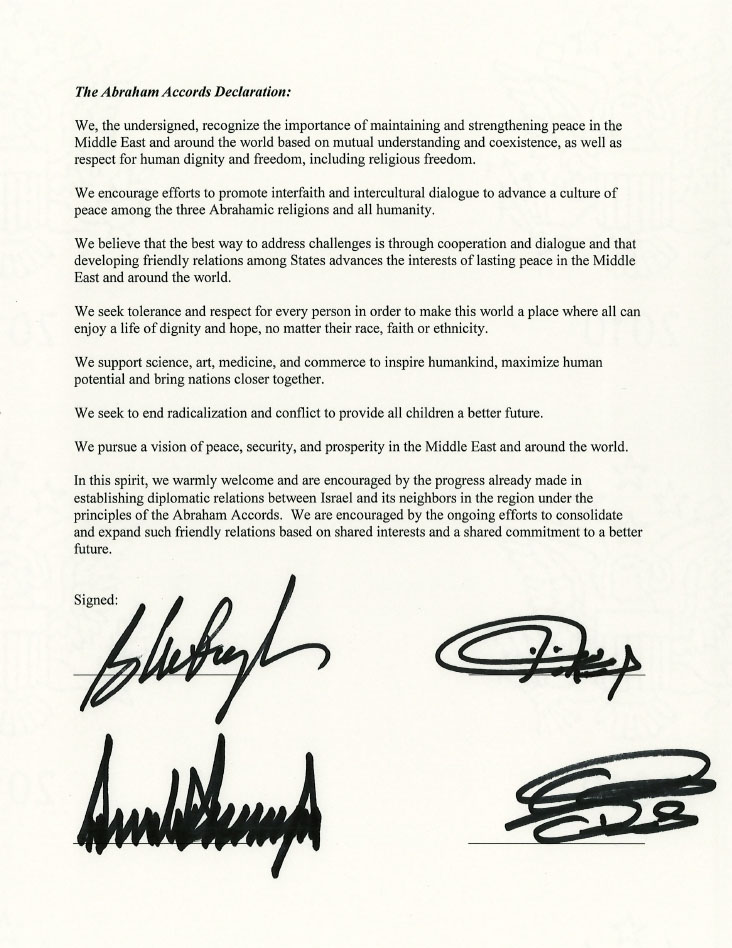
아브라함 협정 선언

아브라함 협정과 관련된 문서는 다음과 같다:
| 명칭                       | 공식 명칭                                                                                 | 날짜            | 서명국                               | 전체 내용 |
| -------------------------- | ----------------------------------------------------------------------------------------- | --------------- | ------------------------------------ | --------- |
| 선언                       | 아브라함 협정 선언                                                                        | 2020년 9월 15   | 미국, 이스라엘, 아랍에미리트, 바레인 | [ 10 ]    |
| 아랍에미리트-이스라엘 협정 | 아브라함 협정 평화 조약: 아랍에미리트와 이스라엘 간의 평화 조약, 외교 관계 및 완전 정상화 | 2020년 9월 15일 | 이스라엘, 아랍에미리트, 미국(증인)   | [ 11 ]    |
| 바레인-이스라엘 협정       | 아브라함 협정: 평화, 협력, 건설적인 외교 및 우호 관계 선언                                | 2020년 9월 15일 | 바레인, 이스라엘, 미국(증인)         | [ 12 ]    |